# Cujo
Cujo este un roman de Stephen King publicat inițial de editura Viking în 1981. În acest roman este vorba despre un câine numit Cujo. Romanul a fost nominalizat la British Fantasy Award în 1982.

## Ecranizări
- Cujo, 1983